# Borís Berezovski (pianista)
Borís Berezovski —en ruso: Бори́с Вади́мович Березо́вский— (Moscú, 4 de enero de 1969) es un pianista ruso.

## Biografía
Berezovski estudió en el Conservatorio de Moscú con Elisó Virsaladze y privadamente con Aleksandr Sats. Seguido por su debut en Londres en el Wigmore Hall en 1988, el diario The Times lo describe como «un artista que es una promesa excepcional, un pianista de virtuosismo deslumbrante y formidable poder»; dos años después aquella promesa fue completada cuando ganó la Medalla de Oro en el Concurso Internacional Chaikovski en Moscú.
Borís Berezovski trabaja regularmente como solista en conciertos con orquestas incluyendo la del Concertgebouw, Filarmónica de Nueva York, Orquesta de Filadelfia, Orquesta de la Monnaie, Filarmónica de Róterdam, Danish National Radio Symphony Orchestra, Orquesta Sinfónica de la Radio del Norte de Alemania, Hessischer Rundfunk, Nueva Filarmónica de Japón, Orquesta Sinfónica de la Ciudad de Birmingham y con directores como Kurt Masur, Wolfgang Sawallisch, Vladímir Áshkenazi, Mijaíl Pletniov, Antonio Pappano, entre otros.
Las grabaciones de Borís Berezovski de los conciertos completos de Beethoven Concerti, con la Orquesta de la Cámara Sueca con Thomas Dausgaard, ha sido recibido con muy buenas críticas. También ha realizado un considerable número de grabaciones para Teldec incluyendo discos como solista de obras de Chopin, Schumann, Rajmáninov, Músorgski, Balákirev, Médtner, Ravel y la completa de los Estudios de ejecución trascendental de Franz Liszt. Además, Berezovski, es el ganador del Premio de la crítica discográfica alemana y del BBC Music Magazine Awards en marzo del 2006.
En mayo de 2005, ofreció su primer recital como solista en el Teatro de los Campos Elíseos en París y tocó en el mismo lugar en enero de 2006 con la Orquesta Nacional de Francia. En música de cámara Berezovski tiene una asociación conocida con el violinista Vadim Repin y también ha trabajado con otros colegas distinguidos incluyendo a Julian Rachlin, Michael Collins, Rafael Kirshbaum, Borís Pergamenshchikov, Dmitri Majtin y Aleksandr Kniazev.
En junio de 2009, Berezovski interpretó el Concierto para pianoforte de Karol Beffa con la Orquesta del Capitolio de Toulouse, bajo la dirección de Tugan Sokhiev.
El 11 de abril de 2011, interpretó el Concierto para piano num. 1 en Mi menor op.11 de Chopin, en el Palacio de la Música Catalana de Barcelona, con la Orquesta de la Suisse Romande, bajo la dirección de Marek Janowski.
El trío compuesto por Borís Berezovski, Dmitri Majtin, y Aleksandr Kniázev grabó un DVD de piezas para piano, violín y chelo de Piotr Ilich Chaikovski, el Trío elegíaco de Rajmáninov  «A La Mémoire d’un grand artiste» presentado en Arte y en NHK en Japón. Recibieron cuatro estrellas Diapasón por este DVD. Para Warner Classics International, Borís Berezovski grabó con el mismo trío el Shostakovitch Trio No. 2, el Trío elegíaco de Rajmáninov No. 2 el cual fue premiado con el Choc de la Musique en Francia, Gramophone en Inglaterra, Echo Classic 2005 en Alemania. Sus grabaciones de solista en vivo de Chopin/Godowsky salieron en enero de 2006 y obtuvo muchos premios como el Diapason d'Or y el RTL d'Or. Su álbum más reciente con el Concierto Nº 1 de Tchaikovsky  y el Concierto de Khachaturian salió al mercado en abril de 2006 en el Reino Unido.
Berezovski tiene una hija, Evelyne Berezovski —nacida en 1991—, quien también es pianista. Habitualmente vive en Bruselas.
También debe notarse, que además de ser un virtuoso clásico, Borís es un excepcional pianista de jazz, realizando presentaciones con su trío en clubes y bares rusos. Fue visto y escuchado en un reciente cobertura televisiva dando una interpretación impresionante de la versión al piano del tema «Mack the Knife».

## Discografía

### Piano solo
- Estudios de Chopin y Leopold Godowsky
- Preludios de Rajmáninov
- Recital Moussorgsky, Rajmáninov, Balakirev, Medtner, Liadov
- Obras de Schumann
- Douze études d'exécution transcendante de Liszt
- Hindemith, Ludus Tonalis et Suite "1922"
- Rajmáninov, Suites para dos pianos con la pianista Brigitte Engerer
- Obras para piano de Maurice Ravel: Gaspard de la Nuit, Sonatine, Valses Nobles et Sentimentales, La Valse

### Música de cámara y vocal
- Tríos para piano de Tchaïkovski y de Chostakovitch con Vadim Repin y Dmitri Yablonski
- Un réquiem alemán de Brahms en versión para 2 pianos y coro (versión de Londres) con Brigitte Engerer y el Chœur Accentus dirigido por Laurence Equilbey
- Trio élégiaque de Rajmáninov y Trío para piano no 2 de Shostakóvich con Aleksandr Kniazev y Dmitri Majtin
- Medtner, Cuentos y melodías con los cantantes Yana Ivanilova y Vassily Savenko

### Conciertos
- Integral de los Conciertos para piano de Chopin con l'Ensemble Orchestral de Paris bajo la dirección de John Nelson
- Concierto no 1 de Tchaïkovski - Concierto para piano de Katchatourian con la Orquesta Filarmónica del Ural bajo la dirección de Dimitri Liss
- Integral de los Conciertos para piano y Rapsodia sobre un tema de Paganini de Rajmáninov con la Orquesta Filarmónica del Ural bajo la dirección de Dimitri Liss
- Conciertos para piano y Totentanz de Liszt